# Gestione patrimoniale P2P
La gestione patrimoniale peer-to-peer (P2P) è la pratica di condividere strategie di investimento tra individui non correlati, o “peer”, senza un intermediario finanziario tradizionale quale una banca o un altro strumento di gestione collettiva degli investimenti.

## Panoramica
La logica della gestione patrimoniale P2P è la disintermediazione finanziaria. Se più intermediari partecipano a una transazione di gestione degli investimenti, esiste un potenziale conflitto di interessi tra fornitori e acquirenti del servizio stesso in una sequenza ben documentata descritta nella teoria economica come problema dell'agente principale. Gli intermediari cercano di massimizzare il profitto. Nel contesto della gestione degli investimenti propongono le soluzioni di rischio/rendimento più interessanti ai clienti più importanti e sofisticati. Così facendo massimizzano i loro ricavi da commissioni a fronte di uno sforzo ben determinato. Inoltre, grazie alla possibilità di scelta tra due opportunità di investimento comparabili, un intermediario allettato dalle commissioni per la gestione degli investimenti raccomanderà l'opzione per lui più redditizia, spesso a spese degli interessi degli investitori meno informati.
Questo regime è sottoposto a pressioni normative e concorrenziali perché privilegia i grandi investitori esperti a discapito dell’offerta realmente a disposizione per le persone relativamente meno abbienti. Inoltre gli incentivi vanno a sfavore degli elementi più vulnerabili della catena. La FCA (Regno Unito) ha attuato la politica del “trattare i clienti in modo equo”, con riforme di ampio respiro come la Retail Distribution Review, che ha gradualmente vietato le “commissioni” con cui i fornitori di servizi di gestione degli investimenti ricompensano i consulenti “indipendenti” che collocano i loro prodotti.
Gli intermediari, come i consulenti finanziari, fungono da interfaccia tra i gestori di portafoglio e gli investitori. Una parte consistente del loro compenso è spesso fornita da commissioni erogate del gestore del portafoglio.
Piuttosto che il sintomo – commissioni e consulenza inadeguata – i nuovi attori che si affacciano sul mercato degli investimenti affrontano il problema della presenza di più intermediari interrompendo proprio la catena di intermediazione. Il ricorso agli intermediari non sembra portare benefici economici agli investitori. Bergstresser, Chalmers e Tufano (2009) hanno confrontato i fondi comuni di investimento offerti attraverso il canale dell'intermediazione con quelli offerti direttamente agli investitori. Le proposte sfruttano la potenza di Internet per abbinare online un fornitore centrale di servizi di gestione degli investimenti con i clienti finali.
La gestione patrimoniale P2P chiude il cerchio della dis-intermediazione. Invece di un fornitore centrale che determina le scelte degli investitori, si realizza uno scambio di informazioni tra gli stessi investitori, in cui le strategie più performanti vengono messe a disposizione di tutti.

## Storia
Il primo provider interamente P2P è Darwinex (Regno Unito), un broker FX e asset manager certificato dalla FCA, che offre copy trading ai suoi utenti. Darwinex è stata fondata nel 2012 e si presenta come un exchange che abbina fornitori e acquirenti di strategie di investimento, senza intermediari. Gli acquirenti pagano i fornitori con una quota dei loro profitti derivanti dall’investimento mentre Darwinex agisce come controparte centrale che riporta in modo indipendente le varie strategie a un prezzo quotato al pubblico in base agli asset sottostanti, valuta la qualità delle strategie stesse e gestisce il rischio degli investitori.
La gestione degli asset P2P offre il potenziale vantaggio, rispetto ai fornitori centralizzati, che tutti i partecipanti possono fare ricorso a strategie in crowdsourcing che vengono valutate in modo indipendente in un contesto competitivo.

## Caratteristiche
Sebbene la gestione patrimoniale peer-to-peer condivida alcune caratteristiche dei servizi di gestione degli investimenti tradizionali (come le azioni e le obbligazioni quotate in borsa), per la sua natura innovativa viene talvolta definita un servizio finanziario alternativo.
Le caratteristiche principali della gestione patrimoniale peer-to-peer sono:
- ha scopo di lucro;
- è aperta a tutti, senza volumi minimi di investimento;
- non richiede un rapporto o una relazione precedenti tra fornitore di strategie e investitore;
- intermediazione da parte di un gestore patrimoniale peer-to-peer o di un exchange che propone le strategie;
- le transazioni avvengono on-line;
- gli investitori scelgono le strategie che preferiscono, senza necessità di indicazioni da parte di terzi;

Già la prima gestione patrimoniale peer-to-peer era caratterizzata dalla dis-intermediazione e dall'affidamento ai social network, ma caratteristiche come il “Social Trading” hanno iniziato a scomparire. Dal momento che il “Social Trading” divulgava le operazioni in tempo reale, gli investitori hanno imparato a replicare le strategie senza compenso per i migliori operatori che quindi si sono rifiutati di continuare a pubblicarle.
I più noti fornitori di servizi di gestione patrimoniale P2P, come eToro, Darwinex e altre società, offrono i seguenti servizi:
- Servizi di intermediazione e di esecuzione per i fornitori di strategie al fine di proporre le loro strategie sul mercato.
- Valutazione delle strategie di benchmarking dei servizi in base ad attributi attesi quali esperienza, gestione del rischio, disciplina, tempistiche, performance e scalabilità.
- Servizi di gestione del rischio che proteggono gli investitori da deviazioni inattese dal rischio target da parte dei fornitori di strategie.
- Servizi di custodia (in genere comprendono la regolamentazione, la custodia e la rendicontazione dei titoli negoziabili e del portafoglio cash dei clienti)[10] in conti separati con controparti a basso rischio.
- Verifica dell'identità, dell'occupazione e del reddito dell'investitore ai sensi della legislazione sulla protezione dei clienti, come ad esempio la normativa MiFID in Europa.
- Elaborazione dei pagamenti da parte degli investitori e realizzazione dell’inoltro ai fornitori che accettano di far replicare la loro strategia
- Copertura normativa (la gestione patrimoniale è un'attività regolamentata che solo persone autorizzate possono svolgere legalmente), conformità legale e reporting.
- Attrazione di nuovi fornitori e investitori (marketing).

## Regolamentazione legale
I gestori patrimoniali P2P richiedono in linea di massima due autorizzazioni normative. La prima è quella di svolgere servizi di intermediazione per conto di trader e investitori. La seconda è quella di gestire strategie di investimento per conto di investitori al dettaglio o professionali.
Nel Regno Unito le due autorizzazioni sono l'implementazione locale della normativa MiFID, denominate “Dealing in investments as agent” per i servizi di brokeraggio, “Dealing in investments as principal” e “Managing Investments” per la gestione patrimoniale della proposta. Inoltre è necessaria l'autorizzazione per “Organizzare la salvaguardia e l'amministrazione degli asset”, che garantisce agli investitori la protezione ai sensi delle Client Money Rules della FCA.
Un aspetto importante da sottolineare è che i gestori patrimoniali P2P potrebbero incorrere in un conflitto di interessi se, oltre ad agire in qualità di agenti (o trader), fornendo servizi di gestione degli investimenti e di intermediazione, concludessero operazioni per conto proprio agendo come investitori. In tal modo i loro interessi principali verrebbero contrapposti a quelli dei clienti ai quali stanno prestando un servizio in qualità di agenti. I fornitori tradizionali di servizi finanziari potenzialmente interessati da questo conflitto sostengono di superarlo applicando una sorta di muraglia cinese.
I gestori P2P affrontano il problema alla fonte agendo esclusivamente in qualità di agenti. I clienti possono verificare questa restrizione assicurandosi che i gestori P2P siano in possesso della restrizione “matched principal”, in base alla quale l'autorità di regolamentazione vieta loro di svolgere qualsiasi attività in qualità di investitore. Un ulteriore controllo sui conflitti di interesse consiste nel verificare che i servizi di esecuzione siano forniti a condizioni di mercato attraverso terze parti, idealmente exchange riconosciuti (qualsiasi exchange autorizzato dalle autorità competenti), a prezzi pubblici.

## Vantaggi e critiche
Il principale vantaggio della gestione patrimoniale P2P è l'assenza di intermediari, che si traduce in due vantaggi strutturali.
Il primo è che tutti gli incentivi sono allineati. Il fornitore della strategia può essere certo che la strategia non venga divulgata dall’exchange, perché ciò ridurrebbe la sua remunerazione a zero e danneggerebbe l’exchange stesso. L'investitore avrà la certezza che l’exchange valuterà le strategie al meglio e in modo accurato, essendo questo l'unico modo per garantire volumi nel lungo periodo.
Il secondo vantaggio è che gli eventuali profitti ottenuti dalle strategie vengono condivisi solo tra il fornitore della strategia, l'acquirente e l’exchange. Esiste, dunque, un unico intermediario, senza il quale lo scambio di profitti non è realizzabile in luogo di molteplici livelli di intermediazione.
Ai gestori patrimoniali P2P sono state mosse critiche per la mancanza di competenze “professionali” nella gestione patrimoniale da parte dei fornitori di strategie. Tali rapporti sono regolamentati dalla FCA. Privati e imprese possono presentare un reclamo alla FCA. Il Financial Ombudsman Service è un'organizzazione alternativa, in caso l’utente non sia soddisfatto dai riscontri ricevuti dalla FCA.